# 3, 2, 1... contatto!
3, 2, 1... contatto! è stato un programma televisivo italiano di genere contenitore per ragazzi, ispirato alla trasmissione della PBS 3, 2, 1, contact e andato in onda per due stagioni, tra il 21 gennaio 1980 e il 5 giugno 1981, sulla Rete 1, dal lunedì al venerdì.

## Il programma

### Prima edizione (1980)
La prima edizione fu condotta da Sandro Fedele e, per i collegamenti dalle sedi RAI periferiche, Gianluca Salvatori e andò in onda dal 14 gennaio al 6 giugno 1980.
La sigla di testa, cantata dagli Atomi, si chiamava Ty Uan, ed era dedicata a due personaggi che comparivano nell'animazione, il fauno Uan e la sirena Ty, creati dai fratelli Nino e Toni Pagot. Questi due personaggi erano i "conduttori" dal lunedì al giovedì e comparivano anche negli intermezzi tra un cartone e l'altro.
Dal lunedì al venerdì il programma manteneva il titolo 3, 2, 1... contatto, ma il venerdì veniva denominato Game, gioco.
La trasmissione proponeva al suo interno i cartoni animati Mazinga Z, La famiglia Mezil e Fanbernardo, seguito da rubriche in studio.

### Seconda edizione (1980-1981)
La seconda edizione fu condotta in studio da Paolo Bonolis, Isabella Ferrari (al loro debutto televisivo), Sandro Fedele e Marina Morra, e andò in onda dal 20 ottobre 1980 al 5 giugno 1981.
La sigla di questa edizione, Canto una canzone, fu incisa dalla stessa Ferrari.
Fra i cartoni proposti ci furono Anna dai capelli rossi e C'era una volta... l'uomo.
Dalla stagione 1981-1982 il programma venne sostituito da Direttissima con la tua antenna.

## Rubriche
Erano diverse le rubriche proposte in studio e i relativi conduttori che si avvicendavano:
- Punto Disney dove venivano trasmessi i cartoni di Topolino e Paperino e le Silly Symphonies.
- Gioco d'intelligenza condotta da Sandro Fedele
- Ragazzi, adesso musica! uno spazio musicale con ospiti in studio ideato e curato da Francesca Romana Leonardi.
- Game, condotta da Franco Bucarelli.
- Giallo, all'interno della quale veniva trasmessa la serie animata L'ispettore Nasy.[2].